# Le Golden Show
Le Golden Show est une émission de télévision française présentée par Davy Mourier et Monsieur Poulpe et réalisée par François Descraques. Elle est diffusée sur Ankama chaque dernier vendredi du mois et sur Nolife le lundi suivant depuis le 28 octobre 2011. Dans chaque épisode d'environ 25 minutes, sont présentés des sketchs avec la complicité de nombreux artistes. L'émission est arrêtée une première fois le 29 juin 2012 faute de financements (Ankama ayant décidé de couper leur apport financier) ; cependant, lors de l'émission Le Débat présentée par Marcus et diffusée le 4 février 2013 sur la chaîne Game One, Davy Mourier annonce la reprise de l'émission le 28 février 2013. La dernière diffusion a lieu le 31 juillet suivant.

## Concept

### Le Golden Show
Le concept de l'émission est simple : une série de sketchs sont présentés au public sur la péniche Antipode à Paris, entrecoupés par des présentations représentant elles-mêmes des sketchs en soi. Ces sketchs, écrits par Davy Mourier, Monsieur Poulpe et François Descraques, sont basés sur de l'humour souvent ayant un rapport avec la culture geek (Google-Man, Facebook News…). D'autres sketchs se suivent et évoluent au long des épisodes, comme le sketch de la « Jump Cut ». Monsieur Poulpe avait d'ailleurs évoqué dans un making-of, vouloir avoir des mini-séries dans les épisodes futurs du Golden Show.
Dans la plupart des sketchs, des invités (Joueur du Grenier, Arnaud Tsamere…) font une apparition le temps d'un sketch.

### Le Golden Short
Lancé le 6 avril 2012 sous forme de vidéo postée sur YouTube, ce programme permet à l'équipe du Golden Show de répondre aux questions sur l'émission postées sur leur page Facebook et de raconter les phases d'écriture, de réalisation, des anecdotes de tournage avec les invités. Ces vidéos, éditées trois vendredis par mois, sont écrites et réalisées par FloBer.

## Diffusion
Le Golden Show est diffusé le dernier vendredi de chaque mois sur le portail vidéo Ankama et depuis le 4 mai 2012 sur leur chaîne YouTube ainsi que le lundi suivant à 22 h 30 sur Nolife.
Deux épisodes Hors Série sont comptés pour le moment :
- Un épisode spécial durant 1 h 15 comprenant des sketchs inédits, les meilleurs sketchs de J'irai loler sur vos tombes, un bêtisier, ainsi qu'une compilation des meilleurs sketchs du Golden Show pour réveillon du jour de l'an ;
- Un Making Of de 21 minutes, expliquant comment se déroule l'écriture, les envies de sketchs de chacun des auteurs, le déroulement du tournage, etc. Cet épisode spécial marqua de deux mois l'attente entre les épisodes 3 et 4 du Golden Show, suscitant l'énervement de certains fans[réf. nécessaire].

## Épisodes
| Numéro            | Durée   | Date de diffusion (Internet) | Date de diffusion (Nolife) | Invités |
| ----------------- | ------- | ---------------------------- | -------------------------- | --- |
| 1                 | 23:05   | 28 octobre 2011              | 31 octobre 2011            | George Romero, John « Pen of Chaos » Lang, Christophe Agius, Maëlys Ricordeau, Raphaël Descraques, Patrick Borg, Olivesimon, Caroline Segarra                                                                                               |
| 2                 | 21:31   | 25 novembre 2011             | 28 novembre 2011           | Marcus, Joueur du Grenier, Raphaël Descraques, Oldelaf, Slimane-Baptiste Berhoun, Isabel Jeannin |
| 3                 | 25:09   | 23 décembre 2011             | 26 décembre 2011           | Oldelaf, Kyan Khojandi, le Comité de la Claque (Vladimir et Paul-Henri), Justine Le Pottier, Lénie Chérino, Marcus, Bertrand Amar, GiedRé, Slimane-Baptiste Berhoun, Raphaël Descraques, Fred Cavayé                                        |
| Spécial Réveillon | 1:14:05 | 31 décembre 2011             | 31 décembre 2011           | |
| Making Of         | 21:45   | 27 janvier 2012              | 30 janvier 2012            | |
| 4                 | 30:32   | 24 février 2012              | 27 février 2012            | Simon Astier, le Palmashow, GiedRé, Dédo, Slimane-Baptiste Berhoun |
| 5                 | 23:40   | 30 mars 2012                 | 2 avril 2012               | Arnaud Tsamere, Vinvin, Baptiste Lorber, Florent Dorin, Slimane-Baptiste Berhoun |
| 6                 | 26:04   | 4 mai 2012                   | 7 mai 2012                 | Katsuni, Bérengère Krief, Pénélope Bagieu, Michel Cymes, Tom Novembre, Dédo, Raphaël Descraques, Slimane-Baptiste Berhoun |
| 7                 | 22:15   | 1er juin 2012                | 4 juin 2012                | Alexandre Astier, Constance, Les Kaïra, Sandra Lou, Carole Quintaine, Raphaël Descraques, Slimane-Baptiste Berhoun, Jean-Christophe Hembert, Katsuni                                                                                        |
| 8                 | 23:58   | 23 mai 2013                  |                            | Norman Thavaud, Patrick Chêne, Arnaud Cosson, Julien Josselin, Shaina Shy, Oldelaf, Vincent Tirel, Raphaël Descraques, Slimane-Baptiste Berhoun, Bérengère Krief, Alice David, Christophe Agius                                             |
| 9                 | 24:38   | 20 juin 2013                 |                            | Solange, Kyan Khojandi, Donel Jack'sman, Bernard Minet, Slimane-Baptiste Berhoun, Jean-Marc Joachim, Nicole Ferroni, Jean-Luc Lemoine, Alexandre Astier, Bérengère Krief, Brice Fournier, Antoine de Caunes, Dédo, Christophe Agius, Vinvin |

### Écriture
L'écriture des sketchs se fait entre Davy Mourier, Monsieur Poulpe et François Descraques.

### Tournage et enregistrement
Le tournage des sketch dits « d'intérieur » sont souvent tournés dans les anciens locaux de Nolife (devenus ceux d'Ankama Paris), sur fond vert, ou dans leurs bureaux. Certains sketchs ont été tournés chez Davy comme par exemple celui de Portal avec Marcus.
Les sketchs « d'extérieur », quant à eux, sont souvent tournés à Paris (Google-Man, Maçons du Cœurs…). Un des lieux les plus utilisés étant la cour des locaux d'Ankama Paris.
Le tournage de l'émission s'effectue dans le milieu du mois et lors de la première de l'émission sur la péniche Antipode à Paris. Durant la soirée, cette péniche se transforme en salle de projection où Davy et Poulpe font une petite représentation entre leurs sketchs diffusés depuis un projecteur sur un grand écran. Un public d'une centaine de personnes est présent à chaque représentation.

### Arrêt de l'émission
Le 29 juin 2012, le jour de diffusion mensuelle du Golden Show (dernier vendredi du mois de juin), Davy Mourier et Monsieur Poulpe annoncent sur leur blogs respectifs, que la production du Golden Show est terminée, sur une décision d'Ankama, abandonnant l'idée de tourner les scènes publiques de l'épisode 8 à Japan Expo en juillet 2012. Cependant, aucun détail n'est donné sur les raisons de ce brusque arrêt.

### Retour du Golden Show
Le 28 février 2013, Le Golden Show revient, produit par Alexandre Astier, sur le site Golden Moustache (produit par le groupe M6) mais sans la participation de François Descraques. Un sketch est diffusé tous les jeudis à 18h. Après la diffusion de quelques sketchs, l'émission est revenue en version 20 minutes le 23 mai 2013[réf. souhaitée].